# Новгородски кодекс
Новгородският кодекс или Новгородският псалтир е най-старата книга от руските земи. Открит е през 2000 г. при разкопки на Велики Новгород. Ръкописът е палимпсест, написан на три свързани последователно дървени дъсчици (триптих), съдържащ пълния текст на псалм 75 и 76 и част от псалм 67, които издават, че авторът най-вероятно произхожда от земите на Киевска Рус.
Състои се от четири липови страници, покрити с восък и изписани със стилус. Според стратиграфски, радиовъглеродни и палеографски данни е датиран в периода между последното десетилетие на X век и първата четвърт на XI век.
Новгородският кодекс е по-стар с няколко десетилетия от Остромировото евангелие, дотогава приемано за най-старата руска книга, чиято датировка е с точно определена дата на написването в годините 1056 – 1057 г.